# 舩江修
舩江 修（ふなえ おさむ、1972年4月16日 - ）は、日本の歌手及びthe OYSTARSのメンバー。口笛奏者・音楽・イベント・映画・アニメのプロデューサーとしても活動している。

## 概要
1993年広島にて、ロックバンド、the OYSTARSを結成。1996年同バンドのボーカリストとしてメジャーデビュー。代表曲は『SO SERIOUS 〜がむしゃらな恋〜』、『勇気忘れない』、『なんか幸せ』など。
2001年のバンド活動休止後、本名の「舩江修」にてソロ活動開始し各楽曲提供、他のアーティストやイベント、映画・アニメのプロデュースなども手掛ける。2007年に株式会社サムズ代表取締役社長に就任エンタメのフィールドのみならず各事業を展開する。

## 来歴
- 広島県佐伯郡廿日市市大野西小学校|大野町立大野西小学校（現 廿日市市立）
- 広島県佐伯郡大野町立大野中学校（現 廿日市市立）
- 広島県立廿日市西高等学校卒業
- 広島情報専門学校音響学科（上京のため中退）。

瀬戸内海の小さな漁師町、大野町尾那岡団地の酒屋「舩江酒店」の長男として生まれる。
中学時代は野球に明け暮れる日々の中、生徒会長を務める。
あくまでプロフェッショナルを目指す舩江は「野球じゃプロになれん。バンドじゃ！団体競技じゃったら分がある!」と高校進学後すぐにバンドを組んでオリジナル楽曲の制作に取り掛かりプロデビューを目指す。
音楽活動の傍ら広島名産牡蠣の養殖業（汐中水産在籍）の仕事をしていた事に由来しバンド名を「the OYSTARS」と自ら命名。この時代に小型船舶操縦免許証を取得。
1995年ミュージックコンテスト「The 4th MUSIC QUEST」 にてThe Oystersがグランプリを受賞し上京、翌年1996年メジャーデビューを果たす。
「船江修のオールナイトニッポン2部」(ニッポン放送1996年6月 - 1997年3月）などでパーソナリティー等を務める。
2001年バンド活動休止後は本名の「舩江修」としてソロ活動開始し楽曲提供やプロデュースを始める。
2005年故郷の広島県佐伯郡大野町制55周年記念「ありがとう おおの55」キャンペーン をトータルプロデュースし、キャンペーンイメージソング「サンキューおおの」を書き下ろし、現在も町の正午の時報としてこの曲が流れている。この時、母校のゲストティーチャーとして初めて教壇に立つ
2007年株式会社サムズの代表取締役社長に就任し音楽、エンタメ以外にフード、建築等の部門も立ち上げる。
2022年 映画「神は見返りを求める」アソシエイトプロデュースを皮切りに映画事業を開始する。

## 活動年表
- 1972年4月広島県佐伯郡大野町（現 廿日市市）に「舩江酒店」の長男として生まれる
- 1986年1月大野中学校生徒会長を務める
- 1991年7月ロックバンド「WOOD PECKER」（Vo担当）で「三次きんさい祭バンドコンテスト」グランプリ受賞
- 1993年6月ロックバンド「The OYSTARS」結成（Vo担当）
- 1995年11月上京。（財）ヤマハ音楽振興会とアーティスト専属契約
- 1996年7月ニッポン放送レギュラー「船江修のオールナイトニッポン金曜2部」スタート（ - 1997年3月）
- 1998年3月「長野パラリンピック」最終聖火リレーランナーを務める
- 2000年6月（株）バッド・ミュージックへ所属事務所移籍
- 2001年9月OYSTARS活動休止、本名の「舩江修」としてソロ活動開始
- 2002年8月「広島ナイト」イベントライブ参加
- 2003年3月「Peace Performance〜愛を歌おう〜」に参加[6]
- 2003年8月「広島ナイト2」イベントライブ参加 イベントプロデュースを手掛ける
- 2003年9月「creater community SAMZ」（クリエィターコミュニティーサムズ）を旗揚げアコースティックナイト「ナマモノ」プロデュース
- 2003年12月ジョンレノン追悼ライブ「P.S.如雲玲音」プロデュース
- 2004年5月「広島フラワーフェスティバル」3日間連続「Peace Performance〜愛を歌おう〜」に参加
- 2004年8月「広島ナイト3」イベントライブ参加 イベントプロデュースを手掛ける
- 2004年12月「P.S.如雲玲音vol.2」プロデュース
- 2005年6月故郷 広島県佐伯郡大野町制55周年記念「ありがとう おおの55」キャンペーントータルプロデュース（ - 2005年10月）。キャンペーンイメージソング「サンキューおおの」作詞作曲[2][3][4]
- 2005年10月大野東中学校にてゲストティーチャーとして教壇に立つ[5]
- 2006年7月演劇「飛行機雲〜DJから特攻隊へ愛を込めて」初出演（新宿シアターサンモール）。劇伴制作ピースメッセージソング「空の音」を書き下ろす[7][8]
- 2006年8月「鉄っぱんや仁六」恵比寿にてプレオープン
- 2007年3月「株式会社サムズ」設立 代表取締役社長に就任
- 2007年6月「星空鉄板カフェ　teppan仁六」目黒にてオープン[9][10][11][12]
- 2007年7月「飛行機雲〜DJから特攻隊へ愛を込めて」ゲスト出演（全労済ホールスペース・ゼロ）
- 2007年11月「SNOWBOMBING JAPAN'07」スノータウンYeti（イエティ）イベントプロデュース[13]
- 2008年8月「HIZA fes'08」in自由が丘 LA mANDA参加
- 2008年11月「SNOWBOMBING JAPAN'08」スノータウンYeti（イエティ）イベントプロデュース[14]
- 2009年8月「HIZA fes'09」in多摩川河川敷参加
- 2010年7月「LiCROSS20周年記念イベント」プロデュース（PARK HYATT TOKYO）
- 2010年9月「HIZA fes'10」in大阪淀川河川敷参加
- 2011年9月「HIZA fes'11」in大阪服部緑地野外音楽堂参加

広島地域活性化イベント「ひろコン！」STAGEプロデュース（広島新天地公園）
- 11月広島地域活性化イベント「ひろコン！2011秋の陣」STAGEプロデュース（広島新天地公園）[15]
- 2012年8月「〜会いに行ける女子事務員〜正光女子」プロデュース[16][17][18][19]
- 2012年9月「HIZA fes'12」in大阪服部緑地野外音楽堂参加
- 2012年11月 広島地域活性化イベント「ひろコン！2012 秋の陣」ゲスト出演（広島アリスガーデン）

中学生シンガーソングライター「ハヤテ」プロデュース
「正光POP FESTIVAL 2012」イベントプロデュース（広島Bad Lands）
- 2013年5月「～正光女子スピンオフユニット～さくマイ」プロデュース
- 2013年9月  音楽とフードの祭典「ひろフェス！」STAGEプロデュース(旧広島市民球場跡地)
- 2014年7月 「第一回すきドルグランプリ～愛のミライノメロディ～」STAGEプロデュース（浅草六区ゆめまち劇場）
- 2014年7～8月　「初島アイランドカーニバル～灼熱の太陽と世界で一番熱い島～」STAGEプロデュース（初島アイランドリゾート）
- 2014年9月 -  電子タバコ「magia～マジーア～」販売開始
- 2015年3月 -  「SAMZ FES～SAMZ inc. 8th Anniversary～」BASEMENT BARにて開催
- 2015年4月 -  グッズ企画販売事業開始（「SAMZ GOODS」開設）
- 2015年6月 廿日市市文化協会大野支部 presents劇団チャリカルキ公演「麗しララバイ」舩江修ゲスト出演（広島宮島口もみじの木）
- 2015年7月 「第二回すきドルグランプリ～ウタうチカラ！～]」STAGEプロデュース（ラフォーレミュージアム六本木)
- 2016年10月「LiCROSS25周年記念イベント」プロデュース（JZ Brat）
- 2016年10月「第4回ホシノタニマーケット＆今村夫妻WeddingParty」STAGEプロデュース（座間ホシノタニ団地）
- 2017年8月 「JAF関東600万会員謝恩企画 富士急ハイランド特別優待デー」STAGEプロデュース（富士急ハイランド）
- 2018年4月 「アウトドアデイ ジャパン 2018 東京」JAFブースプロデュース（代々木公園イベント広場）
- 2018年4月「ゆるキャン△トーク＆ライブショー」イベントプロデュース（富士急ハイランド）
- 2018年12月「INGRESS×FUJI-Qコラボイベント」イベントプロデュース（富士急ハイランド）
- 2018年12月「ユニー・ファミリーマートHDグループ 株式会社EVENTIFY社長付特別アドバイザー就任
- 2019年1月「せとうちグルメフェス2019」ステージプロデュース（東京上野恩賜公園噴水広場）
- 2019年3月「カープ2019開幕戦イベント」STAGEプロデュース（JR広島駅1F特設ステージ）
- 2019年4月「アウトドアデイ ジャパン 2019 東京」JAFブースプロデュース（代々木公園イベント広場）
- 2020年1月「せとうちグルメフェス2020」ステージプロデュース（東京上野恩賜公園噴水広場）
- 2020年11月 ～手洗い・うがい奨励キャンペーンソング～「あわぐまくんはキレイ好き！」作詞作曲
- 2021年4月「アウトドアデイ ジャパン 2021 東京」JAFブースプロデュース（代々木公園イベント広場）
- 2021年9月 中北薬品株式会社「かつめい茶CM」製作プロデュース
- 2021年11月 「A：Corn」プロデュース
- 2021年12月 自動車総連 愛知地方協議会「代表者のつどい」LIVE配信プロデュース
- 2022年1月 「2022書初イベント」イベントプロデュース・MC
- 2022年1月 「牡蠣フェス2022」ブースプロデュース（上野恩賜公園噴水広場）
- 2022年5月 株式会社 百式プロデューサーに就任
- 2022年5月 「SAMZ MOVIE」設立
- 2022年6月 ムロツヨシ、岸井ゆきの主演　映画「神は見返りを求める」アソシエイトプロデュース
- 2022年12月 SUPER FORMULA「NEXT50」プロジェクト発表会 制作プロデュース（LEXUS MEETS＠東京ミッドタウン日比谷）
- 2022年12月 映画「愚か者のブルース」主題歌 LORAN MV「愚か者のブルース」プロデュース
- 2023年1月 「牡蠣フェス2023」ブースプロデュース（上野恩賜公園噴水広場）
- 2023年2月 映画「愚か者のブルース」主題歌LORAN MV「愚か者のブルース」プロデュース
- 2023年2月 「サスケの突撃！隣のクラス会♪」PVプロデュース（広島宮島ロケ）
- 2023年3月 映画　私の卒業第4期「18歳、つむぎます」アソシエイトプロデュース
- 2023年4月 「せとうちグルメフェス2023」ブースプロデュース（東京上野恩賜公園噴水広場）
- 2023年8月 「Evolvin GOLF ROCK FES 2023」 ステージプロデュース（JFE瀬戸内海ゴルフ倶楽部）
- 2023年11月 稲垣吾郎、新垣結衣 出演 映画『正欲』共同プロデュース
- 2023年12月 映画『正欲』大ヒット御礼！広島・福山凱旋舞台挨拶  MC・プロデュース（広島バルト11、福山エーガル8シネマズ）
- 2024年8月 「Evolvin GOLF ROCK FES 2024」 ステージプロデュース（JFE瀬戸内海ゴルフ倶楽部）
- 2024年9月 「SAMZ FES 2024」プロデュース・出演（Meguro Kahoo）
- 2025年1月 「絵はがきサミット2025～サンキューおおの～」実行委員長就任
- 2025年7月 「Evolvin GOLF ROCK FES 2025」 ステージプロデュース（JFE瀬戸内海ゴルフ倶楽部）

## ディスコグラフィ他
- 2003年12月8日 OPA/ミニアルバム「A HEART DAYS FIGHT」作詞
- 2004年12月8日 OPA「てんてこマインド」作詞・作曲
- 2005年6月12日 広島県佐伯郡大野町制55周年記念「ありがとうおおの55」キャンペーンイメージソング「サンキューおおの」作詞・作曲・歌唱[2][3][4][5]
- 2005年6月23日 講談社漫画賞受賞記念CD「カラオケバカ一代」作曲・編曲・歌唱
- 2005年12月26日 「広陽技建株式会社」CMソング作詞・作曲・編曲・歌唱
- 2006年1月9日 HAYABUSA「Proof〜生きた証〜」ディレクション
- 2006年7月20日 演劇「飛行機雲」劇伴制作、劇中歌「空の音」作詞・作曲・編曲・歌唱[7][8]
- 2006年8月12日 NANAIRO/セカンドマキシシングル「Lanaruta」プロデュース
- 2006年10月1日 「fairy project」プロデュース
- 2007年5月14日 パチンコ「夏祭り」作詞・作曲・編曲・歌唱
- 2007年5月26日 Fennec/アルバム「EmotionalParade」プロデュース
- 2008年11月14日 「フェニックスリゾート株式会社」シーガイヤVP楽曲作曲・編曲
- 2009年6月16日 「株式会社サロンドフルベール」CM楽曲プロデュース
- 2012年1月17日 「山下江法律事務所SONG」作詞・作曲・編曲
- 2012年3月28日 NGK98「ひろコン！テーマソング－宴－」作詞・作曲・編曲
- 2012年8月11日 「左官屋悲歌」作詞・編曲
- 2012年8月15日 正光女子「麗しの女子事務員」「正光技建SONG」作詞・作曲・編曲・プロデュース[16][17][18][19][21]
- 2012年10月23日 KANA HONDA「traction」作曲・編曲
- 2012年11月3日 舩江修 「ひろコン！テーマソング-宴-」作詞・作曲・編曲[15]
- 2012年11月11日 ハヤテ 「FLYING HIGH」「Dizzy」作詞・作曲・編曲[20]
- 2012年11月23日 「オータ瀬谷」店内BGM 音源制作
- 2012年12月4日 「古賀てるおテーマソング」作詞・作曲・編曲・歌唱
- 2012年12月5日 「グランドオータ厚木」店内BGM 音源制作
- 2013年3月12日 「行け！行け！巨人～上林巨人応援歌～」歌唱・編曲
- 2013年5月5日 さくマイDebut Single「てんてこマインド」「Morning Fantasy」作詞・作曲・編曲
- 2013年5月5日 ハヤテ2nd Single「ヒカリ」「スキだよ。」作詞・作曲・編曲[22][23]
- 2013年5月22日 「三遊亭竜楽の七ヵ国語落語」音源制作
- 2013年7月9日　 「ペットワールド アミーゴ イメージソング／THE HIZABAND」編曲・歌唱
- 2013年11月11日　 ハヤテ3rd Single「WILD WING」「いちごミルク」作詞・作曲・編曲[24][25]
- 2013年12月7日　「ペンキ屋の女房」作詞・編曲
- 2013年12月19日　「グランドオータ」店内BGM音源制作
- 2014年3月13日　「グランドオータ新座駅前店」新台入替BGM音源制作
- 2014年4月10日　「オータ」「グランドオータ寄居の森店」新台入替、店内BGM音源制作
- 2014年5月18日　「つや肌とろり液CM SONG」口笛演奏
- 2014年7月22日　リカルデントCM SONG「ティースアート篇 」口笛演奏
- 2014年10月7日　「オータの日」店内BGM音源制作
- 2014年12月17日　リカルデントCM SONG　口笛演奏
- 2015年1月29日　「オータ」店内BGM英語詞ver. 音源制作
- 2015年3月9日　「ジャンボサンシャイン新台入替」「ジャンボデー」「ジャンボテーマソング」店内BGM音源制作
- 2015年5月18日　「食堂ひまわりRADIO CM」音源制作
- 2015年9月1、5〜6日　「リベストweb CM SONG／The HIZABAND」歌唱・ギター演奏
- 2015年10月6日　「J PARK 店内、新台入替BGM」音源制作
- 2015年10月16日　「食堂ひまわりRADIO CM」音源制作
- 2016年4月29日　「オータ桶川駅前店SONG」作詞・作曲・編曲
- 2016年7月4、18日　「イクメン香川」香川県PR動画BGM　歌唱・口笛、ギター演奏[26]
- 2017年6月17日　「トントンちくちくアニマルロンパースのうた」音源制作
- 2017年11月15日 「秀長ちょっとめで鯛SONG」音楽制作
- 2018年3月11日　「森永のやさしい米麹甘酒」CMソング 口笛演奏
- 2018年10月6日　「shibuya3hours」渋谷PR映像BGM 口笛演奏
- 2020年11月29日　～手洗い・うがい奨励キャンペーンソング～「あわぐまくんはキレイ好き！」作詞・作曲
- 2021年7月26日  「はまぐち誠SONG・JINGLE」作詞・作曲・編曲・歌唱、ハープ、ギター演奏
- 2021年8月8日  中北薬品株式会社「かつめい茶CM SONG」歌唱・編曲
- 2021年9月23日  A：Corn「いちごCandy」「Allright」 プロデュース
- 2022年6月24日 「オータ若葉駅前店テーマソング」作詞・作曲・編曲
- 2024年3月24日 AC JAPAN CM「こども食堂は、あなた食堂。」口笛演奏